# Dragana Ljuna

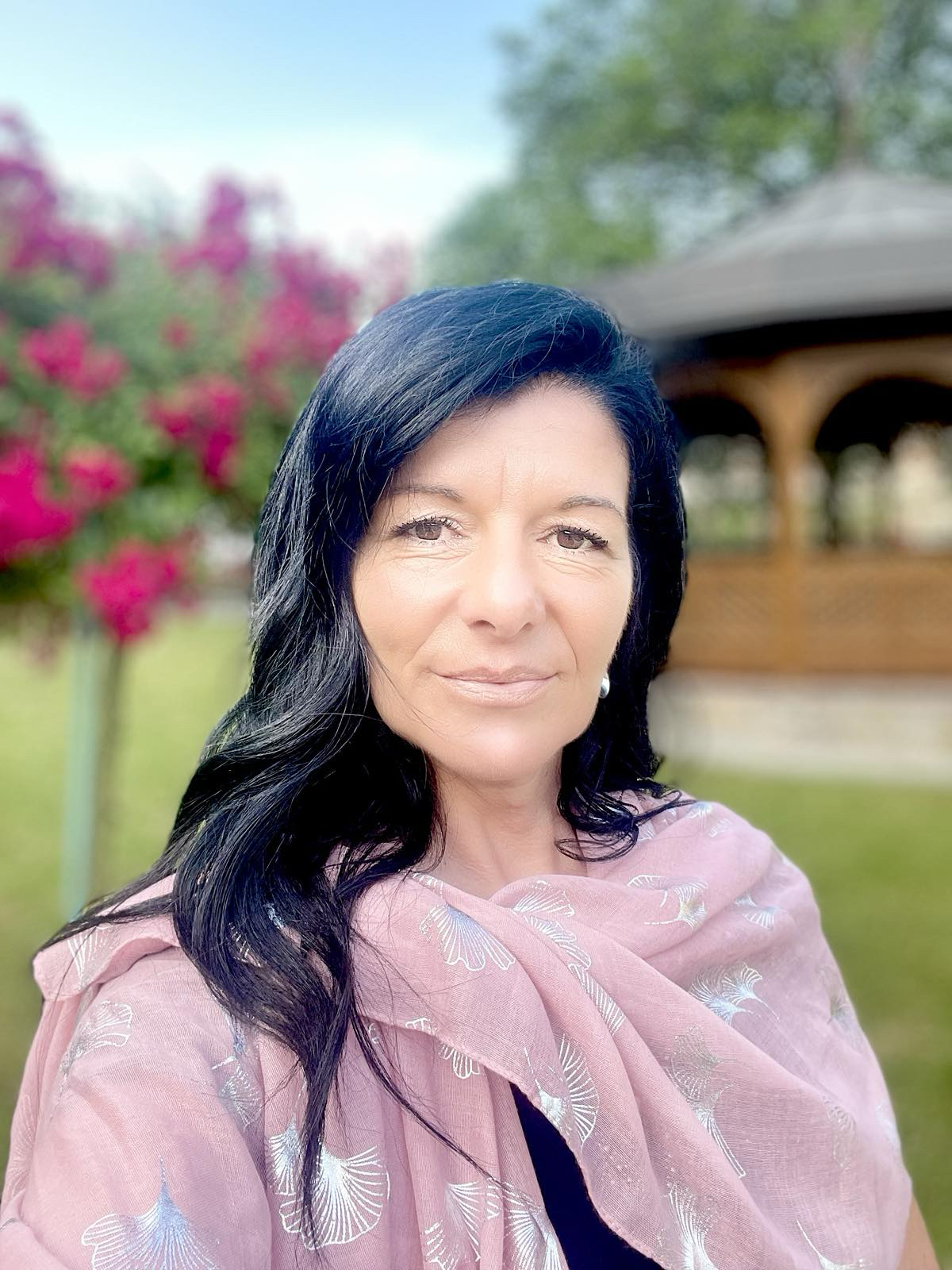
Dragana Ljuna

Dragana Ljuna (serbisch-kyrillisch Драгана Љуна; * 2. Oktober 1978 in Knin) ist eine serbische Dichterin, die in Regensburg lebt. Sie ist Autorin von Gedichten für Kinder und Erwachsene.

## Biografie
Sie wurde in Knin geboren und floh während der Operation Oluja 1995 aus dem Dorf Kolašac in der Region Bukovica der damaligen Republik Serbische Krajina nach Belgrad. Sie studierte und arbeitete in Belgrad und beschloss 2019, ihr Leben in Deutschland fortzusetzen.
Sie schrieb drei Gedichtbände: eine Sammlung patriotischer Gedichte „Feuerstellen der Krajina“ (2020), eine Sammlung von Kindergedichten „Buch für Emma“ (2024) und eine Sammlung „Hüter der Wahrheit und der Schwelle“ (2024).
Ihre Verse wurden auch in literarischen Sammlungen und Anthologien veröffentlicht, wie z. B. „Geschichte der serbischen Literatur für Kinder und Jugendliche“ (2024) und „Blühende Pfingstrosen“ (2024). Sie ist Preisträgerin internationaler Literaturpreise – Kulturverein „Musa Ćazim Ćatić“ aus Odžak, Bosnien und Herzegowina (2024) und „ART Danubius“, Anerkennung ungarischer Kollegen (2024). 
Sie ist Mitglied des Literaturverbandes Jugoslawiens, des Verbandes der Schriftsteller in der Heimat und der Diaspora, der Schriftstellervereinigung Belgrad, der serbischen Kunstgesellschaft „Belgrad“ und des Instituts für Kinderliteratur.
Sie ist die Vizepräsidentin des Freiwilligen Humanitären Vereins „Wolfsherz“.
Sie wurde in die „Enzyklopädie der nationalen Diaspora“ aufgenommen, herausgegeben von Ivan Kalauzović Ivanus.

## Werke (Auswahl)
- Feuerstellen der Krajina – sammlung patriotischer Poesie (Serbische Kunstgesellschaft „Belgrad“, Belgrad, 2020)
- Ein Buch für Emma – sammlung von kindergedichten (Kulturzentrum „Vračar“, Belgrad, 2024)
- Hüter der Wahrheit und der Schwelle – gedichtsammlung (Kulturzentrum „Vračar“, Belgrad, 2024)